# Незнамов, Пётр Васильевич
Пëтр Васильевич Незнамов (настоящая фамилия Лежанкин; 7 (20) января 1889, Нерчинский Завод, Забайкальская область — октябрь 1941, Дорогобуж, Смоленская область) — русский советский поэт-футурист, представитель русского авангарда. Литературный критик.

## Биография
Сын служащего. Окончил гимназию в Чите, после чего поступил в Иркутское военное училище.
Участник Первой мировой войны. Служил в артиллерии. В сражениях с противником штабс-капитан Незнамов был контужен, отравлен газами. После госпиталя был демобилизован и тяжело больным вернулся в Читу.

## Творчество
Дебютировал в 1907 году со стихами напечатанными в газете «Забайкальская новь».
В 1919-1920 его стихи публиковались в журнале «Творчество» во Владивостоке, затем Чите, другой забайкальской периодике (в журналах «Театр и искусство», «Дальневосточная республика» и других).
В 1921—1922 годах — член футуристической группы «Творчество». В 1922 приехал в Москву, поселился в общежитии ВХУТЕМАСа. После встречи, знакомства и общения с В. Маяковским, вошëл в группу ЛЕФ (1923), принимал активное участие в издании журнала «ЛЕФ» и «Новый ЛЕФ», был секретарëм его редакции. В 1929—1930 входил в группу РЕФ.
Работал в издательстве артели писателей «Круг».
Автор поэтических сборников «Пять столетий» (1923) и «Хорошо на улице» (1929), отмеченных оптимизмом, юмором, своеобразным построением стиха в прозаической интонации. В середине 1930-х годов активно сотрудничал в «Литературной газете», писал статьи и рецензии.
П. Незнамов автор критических статей и остро полемических обзоров стихов и прозы, написанных в духе лефовских теорий.
В 1938 под его редакцией издан исторический сборник «Японцы на Дальнем Востоке».
Участник Великой Отечественной войны. В рядах московских народных ополченцев принимал участие в обороне Москвы. Погиб в бою под Дорогобужем.